# Bol'šoj Solovkij
Bol'šoj Solovkij o Bol'šoj Soloveckij (russo: Большой Соловецкий, Bol'šoj Soloveckij) è la maggiore delle isole Soloveckie, un arcipelago russo del Mar Bianco. Amministrativamente appartiene all'Oblast' di Arcangelo nel Distretto Federale Nordoccidentale della Russia.
L'unica località abitata dell'isola è l'insediamento di Soloveckij, che funge da centro amministrativo del distretto; si trova nella parte centro-meridionale (65°01′34.39″N 35°42′28.69″E) dove l'isola si restringe in un istmo. La popolazione è di circa 900 abitanti.

## Geografia
L'isola è situata all'imboccatura della baia dell'Onega; ha una lunghezza di 25 km e una larghezza di 16 km; la sua superficie è di 246 km². Il punto più alto, il monte Sekirnaja (Секирная гора) raggiunge gli 80 metri di altezza. L'isola è costellata da zone paludose e da innumerevoli laghi, il più grande dei quali è il lago Grande Krasnoe (озеро Большое Красное). L'isola ha due grandi baie: una a nord-ovest, la baia Sosnovaja (Сосновая Губа) e una a sud-est, la baia Dolgaja (Долгая Губа).
A est di Solovkij, al di là dello stretto di Anzerskaya Salma, c'è l'isola Anzerskij, la seconda isola in ordine di grandezza dell'arcipelago, poi c'è l'isola Bol'šaja Muksalma (Большая Муксалма), a est; ad ovest della sua punta meridionale si trovano le isole Bol'šoj Zajackij (Большой Заяцкий) e Malyj Zajackij (Малый Заяцкий), e le piccole isolette Sennye Ludy (Сенные Луды). Oltre alle suddette, Solovkij è circondata da molte isolette senza nome di piccole dimensioni.
La vegetazione prevalente è quella della taiga, costituita soprattutto da pini silvestri e abeti rossi.
Dal 1974 l'isola fa parte di una riserva naturale.

## Monastero
L'isola ospita il Monastero di Solovki che, nel 1992, è stato inserito tra i Patrimoni dell'umanità «quale esempio di insediamento monastico nell'inospitale ambiente dell'Europa settentrionale che illustra ammirevolmente la fede, la tenacità e l'iniziativa delle comunità religiose del tardo medioevo» . Il monastero si trova nel villaggio di Solovkij, sul lato occidentale dell'isola.